# 李允禎
李允禎（1600年—1662年），避清朝雍正帝諱，又作李允徵，字貞甫，號修菴，山东德州左卫人，清初官員。

## 生平
崇祯六年（1633年）癸酉科山東鄉試舉人。明亡仕清，授故城县知县，調丰县，兼摄砀山县事。遷南城兵馬司指揮。踰三年，進工部營繕司主事。順治八年，初建端門成，以督管琉璃窑有功，加员外郎銜，进阶奉政大夫。十一年，进虞衡司员外郎，督清江船厰，升屯田司郎中，十三年，遷廣西按察司僉事，分巡左江道，行次岳州，遘疾，遂乞致仕歸鄉。閲五年，終於家，時康熙改元九月，享年六十有三。

## 家族
原籍江西贛縣，後徙山東之德州。四世祖李逢時，明世宗朝進士，歷官山西左布政使，嘗為監察御史，諫止大同馬市，與倖臣仇鸞忤，其事具載前史。曾祖父李汝棟，隆慶庚午科舉人。祖父李煥，國子監生。父李嗣美，以子貴，贈奉政大夫、工部員外郎。母高宜人。娶宋宜人，繼娶趙氏，又繼娶董宜人。生三子：長子李浹，順治丙戌科進士，官芮城知縣；次子李濤，康熙丙辰科進士，由庶吉士授翰林院編修。次李潤，州學生。